# خالد أبو شادي
خالد أبو شادي (18 مارس 1973 -) هو صيدلي وداعية إسلامي.

## سيرته
ولد خالد أبو شادي في 18 مارس 1973 بمحافظة الغربية مركز زفتى قرية تفهنا العزب، ودرس في الكويت، وأكمل الدراسة الجامعية في كلية الصيدلة جامعة القاهرة. له كتب ومحاضرات توعوية، ويركز في دعوته على: «إصلاح القلوب». هو زوج سمية إحدى بنات خيرت الشاطر. من أبرز مؤلفاته: «أول مرة أصلي»، و«ينابيع الرجاء»، و«جرعات الدواء»، و«نطق الحجاب»، و«صفقات رابحة»، و«رحلة البحث عن اليقين»، و«هبي يا رياح الإيمان»، و«سباق نحو الجنان». قدم برنامجًا على قناة الرسالة بعنوان: «وتستمر المعركة»، وهو عنوان كتاب له أيضًا.
اعتقلته قوات الأمن المصرية في يونيو 2019 من مسجد في التجمع الخامس بالقاهرة، دون أسباب واضحة. ودعا مدير منظمة «كوميتي فور جستس» إلى إطلاق سراحه.

## من كتبه
من أبرز مؤلفاته:
- ينابيع الرجاء
- ينابيع الرجاء 2
- أول مرة أصلي، وكان للصلاة طعم آخر
- معا نصنع الفجر القادم
- جرعات الدواء
- ونطق الحجاب
- صفقات رابحة
- ليلى بين الجنة والنار
- بأي قلب نلقاه
- رحلة البحث عن اليقين
- هبي يا رياح الإيمان
- سباق نحو الجنان
- يا صاحب الرسالة[8]
- وتستمر المعركة: جزئين
- ثورة التسعين يومًا
- من الطارق أنا رمضان
- الحرب على الكسل